# Centro ricerche Sclavo
Il centro ricerche Sclavo (o GSK Vaccines) è un complesso architettonico situato a Siena, in Toscana.

## Storia
Alla metà degli anni sessanta l'Istituto sieroterapico e vaccinogeno toscano (ISVT) Sclavo decide di edificare, all'interno dell'area scientifica di propria proprietà, un centro di ricerche chimiche e farmacologiche all'avanguardia e di livello internazionale. Viene incaricato dell'opera l'architetto Giovanni Barsacchi, supportato nella progettazione e nella realizzazione dallo studio tecnico della Sclavo, nella persona dell'architetto Achille Neri. Il progetto inizia a definirsi nel 1967, in totale collaborazione con la committenza: al progetto definitivo si arriva soltanto nel marzo 1970, dopo che erano state superate due diverse varianti. L'edificio è realizzato rapidamente ed è già in funzione nel 1973.
Nel 1998 la Sclavo venne acquisita dalla Chiron Corporation, azienda americana che implementò l'attività del centro di ricerca. Il centro seguì le sorti della corporazione, finendo acquisito nel 2006 dall'azienda svizzera Novartis e dal 2015 dalla britannica GlaxoSmithKline (GSK).

## Descrizione

### Ubicazione
Il centro di ricerche è situato all'estremità sud occidentale di un'ampia cittadella scientifica di proprietà GSK. L'area in questione ha un perimetro fortemente articolato, delimitato a est da via Fiorentina - principale asse viario di collegamento con la città di Firenze coincidente nel tratto extraurbano con l'antica via Cassia - e a nord dall'asse diagonale di via del Petriccio. L'area presenta inoltre una notevole articolazione planimetrica, condizione questa che conferisce all'edificio del centro una posizione dominante all'interno della cittadella. L'immediato intorno è costituito da un'area verde punteggiata da olivi mentre a sud della viabilità interna di collegamento sono situati, da est verso ovest, la centrale elettrica e gli edifici del laboratorio vaccini e della biblioteca, realizzata in una casa colonica recentemente restaurata.

### Esterno
L'intervento appare informato a un linguaggio internazionale e in particolar modo aaltiano. L'edificio è caratterizzato da una volumetria estremamente articolata, sviluppata su due piani fuori terra più uno seminterrato e ben armonizzata con la naturale pendenza del terreno. Essa risulta dalla giustapposizione di due diversi nuclei, caratterizzati da un impianto a 'L' e da una forma irregolare definita da numerosi risalti: tali corpi, dall'impianto pressoché speculare, sono separati e collegati al contempo dal nucleo dei collegamenti verticali, a pianta trapezoidale, il cui volume compatto e cieco risalta nella massa dell'edificio. Tutti i fronti sono caratterizzati dallo sviluppo orizzontale, scandito da una trama muraria in mattoni nella quale si inseriscono finestre e luci a nastro, ritmate dal rivestimento in pietra serena dei pilastri. Tali fronti sono caratterizzati da varianti nelle aperture, in relazione alle diverse necessità di illuminazione degli ambienti: la facciata nord (dove è situato il portone di ingresso) è segnata da finestre a nastro, mentre quella est dal prevalere della compattezza muraria sulle aperture; i fronti sud e ovest invece presentano al piano terra, in corrispondenza della sala conferenze, una superficie vetrata - scandita da pilastri rivestiti in pietra serena ed arretrata rispetto al filo della muratura (evidente richiamo alla lecorbuseriana facciata su pilotis) - che con la sovrastante fascia di luci a modulo quadrato dà vita a un interessante gioco nell'ampia campitura in laterizio.

### Interno
Per quanto concerne gli interni, dal portale si accede all'ingresso centrale, con scala a due rampe disassate, dal quale ci si distribuisce alle due ali: tutti i locali, in conformità con la destinazione a laboratori scientifici, sono informati alla massima semplicità e funzionalità; più attenta invece la progettazione dei tre episodi di rappresentanza (la sala conferenze, la saletta convegni e l'atrio), caratterizzati dall'uso sapiente del marmo, della pietra serena e del legno. Al piano interrato l'ala est contiene i magazzini e le celle per le cavie, quella ad ovest è destinata a foyer e saletta riunioni (con ingresso autonomo dall'esterno, a pianta rettangolare con pilastri interni a vista); al primo piano nell'ala sinistra sono situati gli uffici e i laboratori, in quella destra gli uffici e la sala conferenze a doppio volume (pianta rettangolare con pilastri rettangolari a vista, solaio con travi ricalate e balconata, pannelli di proiezione in legno); al piano secondo in ambedue le ali sono situati i laboratori. A nord-est dell'edificio è situata la torre piezometrica, anche questa progettata da Neri e Barsacchi e caratterizzata dal mattone faccia vista, il cui volume risulta dalla somma di un parallelepipedo, svettante in altezza e a pianta quadrata, e di un cubo.
A seguito dell'aumento del numero di ricercatori (dai 60 iniziali ai 120 attuali) alcune delle destinazioni originarie sono state variate: in particolare la zona della biblioteca (al piano terra, nel corpo nord dell'ala destra) è stata sostituita da uffici e laboratori; la nuova biblioteca è stata trasferita in un'attigua casa colonica appositamente restaurata.